# Жигардлович, Вячеслав Францевич
Вячеслав Францевич Жигардлович (24 июля 1862, Москва — 29 октября 1909, Москва) — русский архитектор, автор гражданских и церковных зданий в Москве и Подмосковье.

## Биография
Родился в Москве, в семье артиста Императорских театров Франца Францевича Жигардловича (музыканта-скрипача приехавшего в Москву из Варшавы по приглашению конторы Императорских С.-Петербургских театров) и Зинаиды Андреевны Ястребовой. Отец Зинаиды Андеевны - титулярный советник Андрей Григорьевич Ястребов. В 1884 году окончил Московское училище живописи, ваяния и зодчества со званием неклассного художника архитектуры. В 1891—1893 годах состоял канцелярским служителем Строительного отделения Московского губернского правления; в 1905—1907 годам служил там же сверхштатным техником. Работал архитектором Мещанской управы. Имел обширную архитектурно-строительную практику. Из-за строительных катастроф на возводимых зданиях Жигардлович состоял под судом в 1901—1903 и в 1905 годах. Жил в Большом Кондратьевском переулке, 9.
Похоронен в Москве на Ваганьковском кладбище; могила утрачена.

## Постройки
- Императорский павильон к коронации Александра III (1883, Москва, Ходынское поле), не сохранился[2];
- Колокольня и трапезная церкви Рождества Пресвятой Богородицы (1885, с. Надовражино Истринского района Московской области), не сохранилась[2][3];
- Доходный дом Ренквист — Глиэр (1888, Москва, Петровский бульвар, 5, стр. 2), ценный градоформирующий объект[4];
- Расширение трапезной церкви Троицы Живоначальной в Серебряниках (1890, Москва, Серебрянический переулок, 1а)[2];
- Колокольня и трапезная церкви Троицы Живоначальной (1892, Волоколамск, улица Партизан, 34), руинирована[2][5];
- Доходный дом с магазином И. Е. и С. И. Сытовых (1893, Москва, Мясницкая улица, 22/5/2 — Банковский переулок, 2/5/22 — Кривоколенный переулок, 5/22/2, стр. 1А), ценный градоформирующий объект[4];
- Доходные дома (1893, Третья Тверская-Ямская улица, 30/29, стр, 1, 2), перестроены в 1901 году архитектором С. М. Гончаровым. Ценный градоформирующий объект[4];
- «Ксенинская» церковно-приходская школа Страстного монастыря (1894, Москва, Пушкинская площадь), не сохранилась;
- Церковь Антония и Феодосия Печерских в Страстном монастыре (1898—1899, Москва, Пушкинская площадь)[6], не сохранилась[2][7];
- Перестройка городской усадьбы А. И. Фонвизина — В. А. Еремеева (1890, Староконюшенный переулок, 16, стр. 1), объект культурного наследия регионального значения[2][4];
- Доходный дом (1890, Староконюшенный переулок, 16, стр. 2), объект культурного наследия регионального значения[4];
- Доходный дом (ок. 1900, Москва, Сытинский переулок, 8/2 — Малый Палашёвский переулок, 2/8)[2];
- Жилой дом действительного статского советника Александра Александровича Переслегина (1900, Москва, Волков переулок, 10);
- Колокольня и трапезная церкви Рождества Христова (1901, Волоколамск, Революционная улица, 7)[2][8];
- Доходный дом (1902, Москва, Лихов переулок, 2/3 — Малый Каретный переулок, 3/2, стр. 1)[2][4];
- Ксенинский приют (1902, Москва, Несвижский переулок, 1)[2];
- Приют (1902, Москва, Переведеновский переулок, 1)[2];
- Доходный дом (1903, Москва, Арбат, 49), ценный градоформирующий объект[2][4];
- Церковь Михаила Архангела (1903—1904, с. Константиново Раменского района Московской области), не сохранилась[2][9];
- Приделы церкви Спаса Нерукотворного Образа на Сетуни (1905, Москва, Рябиновая улица, 18)[2];
- Производственный корпус кондитерской фабрики В. Ф. Тиде (1907, Москва, Электрозаводская улица, 20, 20, стр. 3)[4];
- Деревянная церковь Серафима Саровского в Серафимовской общине (1907—1909, Москва, улица Багрицкого, около д. 10, корп. 3), сохранились фундаменты[2][4][10];